# Daniil Medvedev
Daniil Sergejevitj Medvedev (russisk: Дании́л Серге́евич Медве́дев, født 11. februar 1996 i Moskva, Rusland) er en professionel mandlig tennisspiller fra Rusland.